# Bikini bianco di Ursula Andress
Il bikini bianco di Ursula Andress (anche conosciuto come il Dr. No bikini) è il costume da bagno indossato dall'attrice nel ruolo del personaggio di Honey Ryder nel film del 1962 Agente 007 - Licenza di uccidere. È spesso citato come il più famoso bikini di tutti i tempi, oltre come icona nella storia della moda e del cinema. Il bikini della Andress è considerato un "monumento" nella storia del bikini, e le vendite del bikini a due pezzi salirono vertiginosamente dopo la comparsa della Andress in Licenza di uccidere. Si tratta di un bikini bianco con cintura, stile hipster, con la parte inferiore del bikini dotata di un cinturino bianco con fibbia d'oro e una fondina sul lato sinistro per tenere un grosso coltello.

## Storia
Il primo bikini era stato presentato durante una sfilata di moda a Parigi nel 1946, ma negli anni cinquanta esso era ancora visto come una specie di tabù. Il bikini bianco di Ursula Andress dimostrò di essere un momento molto importante nella storia delle donne, arrivando sugli schermi cinematografici giusto in tempo per "nascita della rivoluzione sessuale": gli anni sessanta. Il bikini e la scena in Licenza di uccidere in cui Ursula Andress emerge dall'acqua, è stata successivamente emulata da Halle Berry con un bikini arancione con cintura nel film del 2002 Agente 007 - La morte può attendere.
Il bikini di Ursula Andress è stato battuto all'asta presso la casa londinese di Christie's e venduto per 35,000 euro nel 2001, a fronte dei circa sessantamila stimati.

## Design
Ursula Andress ha riferito di aver progettato lei stessa il bikini bianco per poterlo adattare alla propria figura 90-60-90. Si tratta di un bikini a due pezzi in cotone di colore bianco, sullo stile hipster. La parte inferiore del bikini è caratterizzata da un cinturino in tinta con fibbia dorata ed una fondina sul lato sinistro per contenere un coltello. La parte superiore del bikini ha due spalline strette ed è annodato al centro con un fiocchetto.

## Ricezione
Il bikini di Ursula Andress è citato come uno dei più celebri di tutti i tempi ed è considerato un'icona per la storia della moda e del cinema. La scena nella quale la Andress emerge dall'acqua indossando il celebre bikini bianco è stata citata come una tra i più grandi momenti del cinema, e una delle più erotiche. In un sondaggio del 2003 condotto nel Regno Unito da Channel 4, è stato votato al primo posto nella classifica dei "cento momenti più sexy del cinema". Successivamente tale scena è stata oggetto di numerosissime parodie ed imitazioni. Il bikini bianco è considerato il più celebre nella storia del bikini, e dopo la sua comparsa in Licenza di uccidere le vendite dei costumi a due pezzi salirono vertiginosamente. In un sondaggio su 1.000 donne per celebrare il 60º anniversario del bikini, Ursula Andress nel bikini bianco è stata votata come "La Dea in bikini suprema". La stessa Ursula Andress ha detto che lei deve il merito del proprio successo a quel bikini bianco, rimarcando, "Questo bikini mi ha portato al successo. Come risultato di aver recitato in Licenza di uccidere come prima Bond girl ho avuto l'opportunità di scegliere i miei ruoli successivi e diventare finanziariamente indipendente."